# 曹虹
曹虹/ 曹旨言（英語：Tso Hung Scarlet，1965-），資深香港傳媒人。畢業於珠海學院新聞及傳播學系。其後前往雅息士大學深造，主修社會及經濟發展，取得文學碩士學位，繼而在珠海學院中國文學及歷史研究所取得哲學博士。曾擔任珠海學院新聞及傳播學系主任。曾任香港恒生大學協理副校長及現任傳播學院院長，香港報業評議會執行委員，以及香港新聞工作者聯會理事。
於九十年代，曾擔任亞洲電視新聞主播及記者。2001年，擔任珠海學院新聞及傳播學系主任，於2008年離職，由皇甫河旺接任。她離任時表示，「擔任系主任多年，今年報讀該系的人數達到三百多人，在這個時候交棒，也是合適時機。」
2008年，她加入恒生商學書院擔任協理副校長，負責該校的公共關係事宜。2010年，恒生管理學院成立，她兼任該校協理副校長。2011年5月，該校傳播學院成立，她隨即兼任傳播學院院長及新聞及傳播系教授。2023年後，她再不是恒生大學協理副校長。